# Dolînivka, Bilohirsk
Dolînivka (în ucraineană Долинівка) este un sat în comuna Țvitocine din raionul Bilohirsk, Republica Autonomă Crimeea, Ucraina.

## Demografie
Componența lingvistică a localității Dolînivka
     Rusă (46,37%)
     Tătară crimeeană (45,09%)
     Ucraineană (7,97%)
     Alte limbi (0,14%)
Conform recensământului din 2001, nu exista o limbă vorbită de majoritatea populației, aceasta fiind compusă din vorbitori de rusă (46,37%), tătară crimeeană (45,09%) și ucraineană (7,97%).